# Stephanie Bice
Stephanie Irene Bice (de soltera Asady; Oklahoma City, 11 de noviembre de 1973) es una política estadounidense, afiliada al Partido Republicano. Desde 2021 se desempeña como miembro de la Cámara de Representantes por el 5.º distrito congresional de Oklahoma.

## Cámara de Representantes

### Elección de 2020
En abril de 2019, Bice anunció su candidatura para el 5.º distrito congresional de Oklahoma en las elecciones de 2020. El 5.º distrito había sido un bastión republicano durante más de 40 años hasta que la demócrata Kendra Horn fue elegida en 2018.
En junio de 2020, Oklahoman.com informó que la campaña Bice envió un correo que incluía el logotipo de Oklahomans for Life sin el permiso de la organización. Bice dijo: «Entiendo que Oklahomans for Life no respaldaba esta carrera y quería dejar en claro que soy provida y he apoyado a Oklahomans for Life».
Bice ocupó el segundo lugar en las primarias republicanas del 30 de junio detrás de Terry Neese, una empresaria que fue la candidata republicana para vicegobernadora de Oklahoma en 1990. Como ninguna candidata obtuvo el 50% de los votos, Bice y Neese avanzaron a una segunda vuelta. Bice derrotó a Neese en la segunda vuelta y a Kendra Horn en las elecciones generales. Centró su campaña en la inmigración y la atención médica asequible.

## Vida personal
Bice se casó con Geoffrey Bice en 1996. Tienen dos hijas y viven en Edmond, Oklahoma. Bice es católica y asiste a la iglesia de San Eugenio en la ciudad de Oklahoma.

## Resultados electorales

### Senado de Oklahoma
| 2014 | 22.º distrito | R | [ nota 1 ] | [ nota 1 ]       | Electa | [ 11 ] |
| 2018 | 22.º distrito | R | 24,465     | \| \| 68,26 % \| | Electa |        |
|      | 68,26 %       |   |            |                  |        |        |

### Cámara de Representantes de los Estados Unidos
|  | 52.06 % |

|  | 58.99 % |

|  | 60.69 % |